# 羅克克里克 (伊利諾伊州哈丁縣)
羅克克里克（英語：Rock Creek）是位於美國伊利諾伊州哈丁縣的一個非建制地區。該地的面積和人口皆未知。

## 地理
羅克克里克的座標為37°32′12″N 88°13′38″W / 37.53667°N 88.22722°W，而該地的平均海拔高度為175米（即574英尺）。